# Andromeda (gruppo musicale svedese)
Gli Andromeda sono una progressive metal band svedese fondata a Malmö nel 1999.

## Formazione

### Formazione attuale
- David Fremberg - voce
- Johan Reinholdz - chitarra
- Fabian Gustavsson - basso
- Thomas Lejon - batteria
- Martin Hedin - tastiera

### Ex componenti
- Lawrence Mackrory - voce
- Gert Daun - basso
- Jakob Tanentsapf - basso

## Discografia
Album in studio
- 2001 - Extension of the Wish
- 2003 - II=I
- 2006 - Chimera
- 2008 - The Immunity Zone
- 2011 - Manifest Tyranny

Raccolte
- 2004 - Extension of the Wish - Final Extension

Live
- 2007 - Playing off the Board
- 2016 - Live in Vietnam